# Тень волка
«Тень волка» (англ. Shadow of the Wolf) — кинофильм совместного производства Франции и Канады. В этих странах выпущен под названием «Агагук» (Agaguk), по имени главного героя и по названию произведения Ива Терио, положенного в основу фильма.

## Сюжет
Фильм поставлен по роману Ива Терио «Агагук». Действие происходит на севере Канады в 1930-х годах. Племя инуитов живёт в тундре своей традиционной жизнью, но в неё всё больше проникает «белый человек». Белые люди скупают у инуитов шкуры, добытые на охоте, а взамен продают оружие, соль, спиртное. Инуиты сами не заметили, как оказались в зависимости от «белых людей», они больше не способны обходиться без них и их товаров. Даже вождь племени, старый Крумак (Тосиро Мифунэ) больше всего мечтает полетать на их «большой птице», самолёте, который привозит на стоянку товары. Сын вождя Агагук (Лу Даймонд Филлипс) чувствует, что не может больше так жить. Конфликт с отцом из-за женщины обостряет его отношения с соплеменниками и укрепляет его решимость покинуть племя. Но сначала Агагук хочет забрать свои трофеи. Поздно, отец уже продал их торговцу Брауну (Бернар-Пьер Доннадьё), обирающему и спаивающему инуитов. Во время вспыхнувшей ссоры в доме торговца, Агагук убивает Брауна, пожар завершает дело, уничтожая хижину и следы преступления. Агагук и Игиюк (Дженнифер Тилли) бегут в тундру на собачьей упряжке, прихватив с собой только самое необходимое. Вдогонку Агагук слышит угрозы отца, о мести духа Белого Волка за то, что он отвернулся от своего племени. Инуиты не должны жить в одиночку, по традиции каждый инуит должен жить на стоянке вместе со своим народом. Но Агагук и Иниюк неплохо справляются и с охотой, и со скромным домашним хозяйством, пока не появляется детектив Хендерсон (Дональд Сазерленд), расследующий загадочную гибель Брауна. Хендерсон узнает, что смерть Брауна не случайна, что в этот день Браун поссорился с Агагуком, а сразу после пожара Агагук бежал в тундру. Подозрения полицейского усиливаются и он решает «нажать» на Крумака, чтобы старый вождь выдал ему своего сына.
Тем временем у Агагука и Игиюк рождается сын и забот прибавляется. К тому же вокруг их иглу повадился бродить большой полярный волк, отбившийся от стаи. Агагуку теперь нельзя покидать жену и сына и ходить на охоту, им может грозить опасность. Агагук решает убить волка. Он берёт винтовку, капканы и приманку и идёт по следам. Но пока Агагук ставит капканы, волк нападает на него и сильно ранит. Агагук чудом остаётся жив, и понимает, что его единственный шанс одолеть белого волка — отказаться от уловок «белых людей». Он выбрасывает оружие, и выходит против зверя с одним ножом. Агагук убивает волка, но израненный падает без сил. Вскоре его находит обеспокоенная Игиюк, относит его в иглу, и долго выхаживает. Лицо Агагука навсегда остаётся обезображенным после волчьи укусов.
На стоянке инуитов расследование идёт полным ходом и Хендерсон «прижал к стенке» старого вождя. Крумак понимает, что играть по правилам «белых», жить по их законам — значит проиграть. И он решается на убийство полицейского. Крумак стреляет в Хендерсона, а несколько инуитов добивают его, один из них съедает печень «белого человека». Естественно, исчезновение полицейского не может пройти незамеченным на «большой земле» и вскоре на стоянку прилетает самолёт с целым отрядом «белых», вооружённых до зубов. Их предводитель не расположен вести диалог и ставит ультиматум: или инуиты выдают виновных, или они распрощаются со всеми благами, которыми обязаны «белым», и будут обречены на голод и вымирание. Инуиты не могут отказаться от хорошего оружия, продуктов, одежды, украшений, выпивки — это уже невозможно. Вождь решает обмануть белых и выиграть время, он признаётся что Брауна убил его сын, вызывается лететь с ними на его поиски в тундру. Сам же незаметно приказывает одному из инуитов предупредить Агагука. Агагук, узнав о беде, не прячется, а, наоборот, возвращается к своему племени, отец видит своего сына с женой, своего внука. Видит он и то, что Агагук «умер и воскрес» после встречи с духом Белого Волка и теперь стал «настоящим шаманом», которому можно смело доверить будущее племени. Крумак берёт на себя вину за все преступления, и улетает вместе с «белыми» на «большой птице», о чём он так всегда мечтал. По дороге Крумак выпрыгивает из самолёта, устремляется к земле и превращается в орла, парящего над тундрой и оберегающего племя инуитов.

## В ролях
- Лу Даймонд Филлипс — Агагук
- Дженнифер Тилли — Игиюк
- Тосиро Мифунэ — Крумак
- Дональд Сазерленд — Хендерсон
- Бернар-Пьер Доннадьё — Браун
- Николас Кэмпбелл — Скотт
- Рауль Трухильо — Большой Зуб
- Куалинго Тукалак — Тулугак
- Джоби Арнайтук — Наялик
- Тамусси Сивуарапик — Корок

## Награды и номинации
- На фестивале фантастических фильмов Fantasporto 1993 года картина номинировалась, как лучший фильм года, но уступила фильму Питера Джексона «Живая мертвечина».
- В том же году создатели фильма получили две кинопремии «Джини»: за лучшую работу художника-постановщика (Вольф Крюгер) и лучшие костюмы (Ольга Димитров). Также фильм номинировался на премию за лучшую операторскую работу (Билли Уильямс).